# 川崎萌
川崎 萌（かわさき もえ、1985年1月8日 - ）は、静岡県出身の女性シンガーソングライター。ピアノ弾き語りスタイルで都内のライブハウスを中心に活動している。ファーストアルバム発売時のキャッチコピーは「聴く者を虜にする天性の唄声を持つシンガーソングライター」。

## 人物
- 5歳からピアノを始める。
- 中学生のときに合唱をやっていた。音楽を志すようになったのはその頃から。
- 工業高校出身で、アマチュア無線3級、危険物取扱者乙4の資格を持つ。
- 高校卒業後、静岡から上京して東京スクールオブミュージック専門学校に入学。在学中にアーティストとして活動を始める。
- ベリーメリー ミュージックスクールのスタッフをしながら音楽活動を行う。

## 略歴
- 2004年10月 - 四谷天窓.comfortで初ライブ。
- 2005年1月16日 - 自主制作盤オリジナルCD『冬葵』をリリース。
- 2005年9月5日 - バンドアーボガー・Dを結成し、Shibuya O-Crestで初ライブ。
- 2005年10月16日 - 四谷天窓.comfortで初のワンマンライブ。
- 2006年8月18日 - 渋谷7th FLOORでファーストアルバム発売記念ワンマンライブ。
- 2006年8月23日 - ファーストアルバム『君がくれた場所』をリリース。
- 2007年7月4日 - 2005年に近藤薫から提供され、「君日和2」というタイトルでライブで披露していた曲が、渡辺美里のアルバム『ココロ銀河』に「夏だより」として収録された。歌詞は新たに書き直された。
- 2007年7月12日 - 恵比寿天窓.switchでワンマンライブ。
- 2007年10月26日 - 四谷天窓.comfortでワンマンライブ。
- 2008年3月19日 - セカンドアルバム『Milestone～小さな家～』をリリース。同日、四谷天窓.comfortで発売記念ワンマンライブ。
- 2009年9月16日 - サードアルバム『Rainbow Road』をリリース。
- 2009年9月18日 - 四谷天窓.comfortでサードアルバム発売記念ワンマンライブ。
- 2010年10月10日 - 四谷天窓.comfortでミニアルバム『色のない花』発売記念ワンマンライブ。
- 2010年10月13日 - ミニアルバム『色のない花』をリリース。
- 2011年8月17日 - 「色のない花」ライブ映像DVDをリリース。
- 2014年4月18日 - 渋谷AXで行われた愛乙女★DOLLの5thワンマンライブにキーボードのサポートとして出演。

## 作品

### シングル
- 冬葵 （2005年1月16日、自主制作盤）

### アルバム
- 君がくれた場所 （2006年8月23日、BVCD-0007）
- Milestone～小さな家～ （2008年3月19日、WHCD-45）
- Rainbow Road （2009年9月16日、DQC-310）
- 色のない花 （2010年10月13日、JART-0018）

### コンピレーションアルバム
- Piano & Woman （2005年11月11日、KJCS-4009）
- Startin'Over （2006年4月15日、GRGR-0002）

## 出演

### ラジオ
- 川崎萌の陽だまりRADIO

毎週日曜11:00～12:00 FMやまと 77.7MHz
（2006年7月～2006年12月）
Small Cast Radio Networksでダウンロード可能。